# Myrddin De Cauter
Myrddin De Cauter is een Belgische gitarist en klarinettist. Hij is de jongste zoon van Koen De Cauter, en broer van Waso, Vigdis en Dajo, die elk ook beroepsmuzikant zijn. Door deze achtergrond kwam hij al vroeg in contact met flamenco, jazz en zigeunermuziek. 
Myrddin is begonnen op klarinet en drums maar treedt voornamelijk op als gitarist. Hij leerde op veertienjarige leeftijd gitaarspelen van zijn vader, maar volgde nadien les in Spanje bij verschillende flamenco-gitaristen. Hij speelt voornamelijk eigen werken die vallen onder moderne flamenco.
Op de plaat Novar werkte hij samen met Wannes Van de Velde. In 2008 speelde hij in de voor de radio samengebrachte folksuperband Bouquet Garni. Het nummer Novar werd opnieuw opgenomen voor het album Lucía Nieve, deze keer met de stem van zanger Gabriel Rios.
In 2012 werkte hij samen met pianist Jef Neve voor het album Sons of the New World, waarop ook Myrddin's compositie Kundalini stond. In 2014 deden ze samen een tournee langs verschillende Belgische podia. Neve speelt ook mee op zijn vierde album Rosa de Papel.
Myrddin speelde onder meer op het Festival Dranouter en Brosella.

## Discografie
- 2001 Imre (Map Records)
- 2005 Novar (Munich Records / Zephyrus Records)
- 2009 Lucía Nieve (Zephyrus Records)
- 2015 Rosa de Papel (Zephyrus Records)
- 2020 Monstruos Y Duendes Vol. 1 : Myfyrio (Zephyrus Records)
- 2020 Monstruos Y Duendes Vol. 2 : Longhin (Zephyrus Records)
- 2021 Monstruos y Duendes Vol. 3 : Médyn (Zephyrus Records)